# Independence (California)
Independence è un census-designated place degli Stati Uniti d'America, capoluogo della contea di Inyo, nello Stato della California.